# 杨湾站
杨湾站是洛阳轨道交通1号线的地铁车站，位于中华人民共和国河南省洛阳市瀍河回族区中州东路与广博东街交叉口东侧，为1号线东端终点站，亦为洛阳轨道交通系统最东端车站，于2021年3月28日开通。

## 车站结构

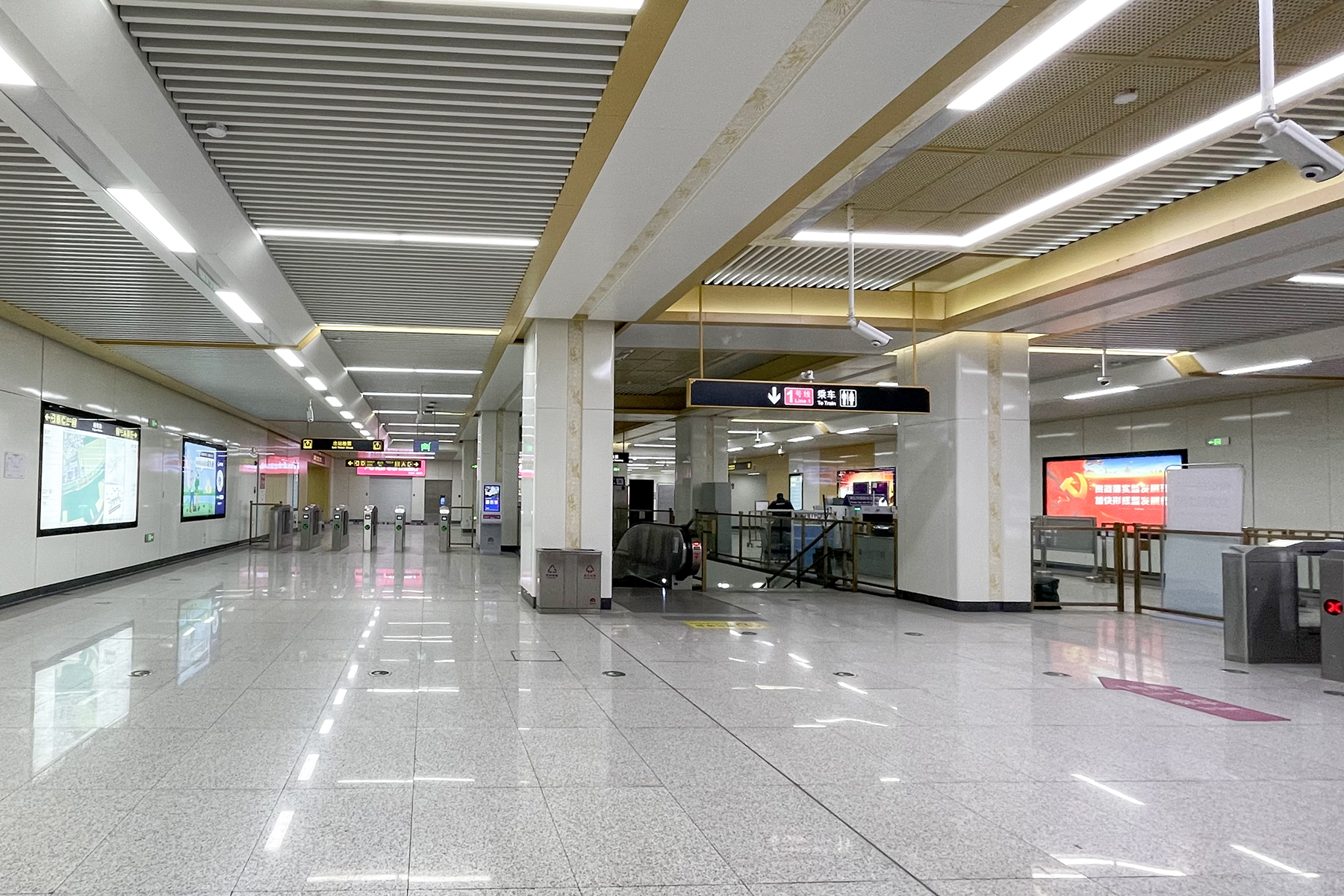
站厅

杨湾站位于中州东路与广博东街交叉口东侧，沿中州东路设置，呈东西走向，为地下两层岛式站台车站，车站长432.3米，标准段宽20.7米，车站地下一层为站厅层，地下二层为站台层，站台设置全高站台门。车站西侧设有一条单渡线，东侧设有两条出入段线，连通瀍东停车场。
| 地面              | 出入口 | A、B、C、D出入口                                                                          |
| 地下一层          | 站厅   | 客服中心、自动售票机、验票机                                                              |
| 地下二层          | 站台   | \| \| \| █ 1号线往红山（史家湾） \| \| 島式 · 開左邊车门 \| \| \| \| \| \| █ 1号线落客 \| |
|                   |        | █ 1号线往红山（史家湾）                                                                   |
| 島式 · 開左邊车门 |        |                                                                                           |
|                   |        | █ 1号线落客                                                                               |

## 出入口
杨湾站共设4个出入口，各出口及周围设施如下所示：
| 出口编号            | 照片 | 地点           | 可到达目的地           |
| ------------------- | ---- | -------------- | ---------------------- |
| A · 出口 · （设有） |      | 中州东路（南） |                        |
| B · 出口            |      | 中州东路（南） | 洛阳外国语学校杨湾校区 |
| C · 出口 · （设有） |      | 中州东路（北） | 河洛古城               |
| D · 出口            |      | 中州东路（北） | 河洛古城               |
| 图例： 设有         |      |                |                        |

## 接驳交通

### 公交车
- 杨湾地铁站：801路，802路，807旅游直通车，神都游4号线，神都游5号线

## 历史
本站工程名与正式站名均为杨湾站，以车站所处的杨湾村命名。
- 2018年11月12日，车站主体结构封顶[3]。
- 2021年3月28日，车站随1号线通车开通[1]。